# Carlotta Amalia Guglielmina di Schleswig-Holstein-Sonderburg-Plön
Carlotta Amalia Guglielmina di Schleswig-Holstein-Sonderburg-Plön (danese: Charlotte Amalie Vilhelmine af Slesvig-Holsten-Sønderborg-Pløn; 23 aprile 1744 – 11 ottobre 1770) era una principessa del Ducato di Schleswig-Holstein-Sonderburg-Plön (o Holstein-Plön), un ramo cadetto della famiglia reale danese come figlia di Federico Carlo, Duca di Schleswig-Holstein-Sonderburg-Plön e la sua nobile moglie Christine Armgard della comitale famiglia Reventlow.

## Matrimonio e figli
Fu un buon partito per la sua dote, la sua condizione principesca  e la sua bellezza. Fu data in moglie il 26 maggio 1762 a Federico Cristiano, erede del ducato vassallo di Augustenborg, figlio del duca Cristiano Augusto I di Schleswig-Holstein-Sonderburg-Augustenburg. Ebbero i seguenti figli:
- Luisa (1763–1764)
- Luisa Carolina Carlotta (1764–1815)
- Federico Cristiano II (1765–1814), sposò la principessa Luisa Augusta di Danimarca
- Federico Carlo Emilio (1767–1841), generale danese, sposò la contessa Sofie af Scheel (1776–1836), figlia del barone Jürgen af Scheel
- Cristiano Augusto (1768–1810), generale danese, ed in seguito principe della corona di Svezia come Carlo Augusto, morì prima di ereditare il trono
- Sofia Amalia (1769)
- Carlo Guglielmo (1770–1771)

## Ascendenza
|                                                                    |                  |                                                 | Genitori                                 |  |  | Nonni |  |  | Bisnonni                                                   |  |  | Trisnonni                                                 |  |
|                                                                    |                  |                                                 |                                          |  |  |       |  |  | August, duca di Schleswig-Holstein-Sonderburg-Norburg-Plön |  |  | Joachim Ernst, duca di Schleswig-Holstein-Sonderburg-Plön |  |
|                                                                    |                  |                                                 |                                          |  |  |       |  |  | August, duca di Schleswig-Holstein-Sonderburg-Norburg-Plön |  |  | Joachim Ernst, duca di Schleswig-Holstein-Sonderburg-Plön |  |
|                                                                    |                  | Dorothea Auguste von Schleswig-Holstein-Gottorf |                                          |  |  |       |  |  | August, duca di Schleswig-Holstein-Sonderburg-Norburg-Plön |  |  |                                                           |  |
| Christian Karl, duca di Schleswig-Holstein-Sonderburg-Plön-Norburg |                  |                                                 |                                          |  |  |       |  |  | August, duca di Schleswig-Holstein-Sonderburg-Norburg-Plön |  |  |                                                           |  |
|                                                                    |                  | Elisabeth Charlotte von Anhalt-Harzgerode       | Friedrich, principe di Anhalt-Harzgerode |  |  |       |  |  |                                                            |  |  |                                                           |  |
|                                                                    |                  | Elisabeth Charlotte von Anhalt-Harzgerode       | Friedrich, principe di Anhalt-Harzgerode |  |  |       |  |  |                                                            |  |  |                                                           |  |
|                                                                    |                  | Elisabeth Charlotte von Anhalt-Harzgerode       | Johanna Elisabeth von Nassau-Hadamar     |  |  |       |  |  |                                                            |  |  |                                                           |  |
| Friedrich Karl, duca di Schleswig-Holstein-Sonderburg-Plön         |                  | Elisabeth Charlotte von Anhalt-Harzgerode       |                                          |  |  |       |  |  |                                                            |  |  |                                                           |  |
|                                                                    |                  | Johann Franz von Aichelberg                     | Christoph von Aichelburg                 |  |  |       |  |  |                                                            |  |  |                                                           |  |
|                                                                    |                  | Johann Franz von Aichelberg                     | Christoph von Aichelburg                 |  |  |       |  |  |                                                            |  |  |                                                           |  |
|                                                                    |                  | Johann Franz von Aichelberg                     | Helene Marie Klenke                      |  |  |       |  |  |                                                            |  |  |                                                           |  |
| Dorothea Christina von Aichelberg                                  |                  | Johann Franz von Aichelberg                     |                                          |  |  |       |  |  |                                                            |  |  |                                                           |  |
|                                                                    |                  | Anna Sophia von Trautenburg                     | Karl von Trautenburg                     |  |  |       |  |  |                                                            |  |  |                                                           |  |
|                                                                    |                  | Anna Sophia von Trautenburg                     | Karl von Trautenburg                     |  |  |       |  |  |                                                            |  |  |                                                           |  |
|                                                                    |                  | Anna Sophia von Trautenburg                     | Sophie von Ahlefeldt                     |  |  |       |  |  |                                                            |  |  |                                                           |  |
| Charlotte von Schleswig-Holstein-Sonderburg-Plön                   |                  | Anna Sophia von Trautenburg                     |                                          |  |  |       |  |  |                                                            |  |  |                                                           |  |
|                                                                    | Conrad Reventlow | Ditlev Reventlow                                |                                          |  |  |       |  |  |                                                            |  |  |                                                           |  |
|                                                                    | Conrad Reventlow | Ditlev Reventlow                                |                                          |  |  |       |  |  |                                                            |  |  |                                                           |  |
|                                                                    | Conrad Reventlow | Christine Rantzau                               |                                          |  |  |       |  |  |                                                            |  |  |                                                           |  |
| Christian Detlev Reventlow                                         | Conrad Reventlow |                                                 |                                          |  |  |       |  |  |                                                            |  |  |                                                           |  |
|                                                                    |                  | Anna Margarete Gabel                            | Christoffer Gabel                        |  |  |       |  |  |                                                            |  |  |                                                           |  |
|                                                                    |                  | Anna Margarete Gabel                            | Christoffer Gabel                        |  |  |       |  |  |                                                            |  |  |                                                           |  |
|                                                                    |                  | Anna Margarete Gabel                            | Ermegaard Badenhaupt                     |  |  |       |  |  |                                                            |  |  |                                                           |  |
| Christine Armgard Reventlow                                        |                  | Anna Margarete Gabel                            |                                          |  |  |       |  |  |                                                            |  |  |                                                           |  |
|                                                                    |                  | Cai Bertram von Brockdorff                      | Cai Brockdorff                           |  |  |       |  |  |                                                            |  |  |                                                           |  |
|                                                                    |                  | Cai Bertram von Brockdorff                      | Cai Brockdorff                           |  |  |       |  |  |                                                            |  |  |                                                           |  |
|                                                                    |                  | Cai Bertram von Brockdorff                      | Margrethe Rantzau                        |  |  |       |  |  |                                                            |  |  |                                                           |  |
| Benedicte Margrethe Brockdorff                                     |                  | Cai Bertram von Brockdorff                      |                                          |  |  |       |  |  |                                                            |  |  |                                                           |  |
|                                                                    |                  | Hedevig Rantzau                                 | Bertram Rantzau                          |  |  |       |  |  |                                                            |  |  |                                                           |  |
|                                                                    |                  | Hedevig Rantzau                                 | Bertram Rantzau                          |  |  |       |  |  |                                                            |  |  |                                                           |  |
|                                                                    |                  | Hedevig Rantzau                                 | Dorothea Brockdorff                      |  |  |       |  |  |                                                            |  |  |                                                           |  |
|                                                                    |                  | Hedevig Rantzau                                 |                                          |  |  |       |  |  |                                                            |  |  |                                                           |  |